# Уилсон, Роберт Антон
Роберт Антон Уилсон или РАУ (англ. Robert Anton Wilson или RAW) (18 января 1932 — 11 января 2007) — американский романист, эссеист, философ, футуролог, анархист и исследователь теории заговора.
Его произведения, часто демонстрирующие здоровое чувство юмора и оптимизм, характеризуются самим автором как «попытка сломать условные ассоциации, чтобы посмотреть на мир новым способом, когда множество моделей распознаются как модели (карты) и ни одна из моделей не преподносится как Правда». А также: «Моя цель возвести людей в состояние обобщённого агностицизма, не агностицизма исключительно в отношении Бога, а агностицизма в отношении всего».

## Жизнь

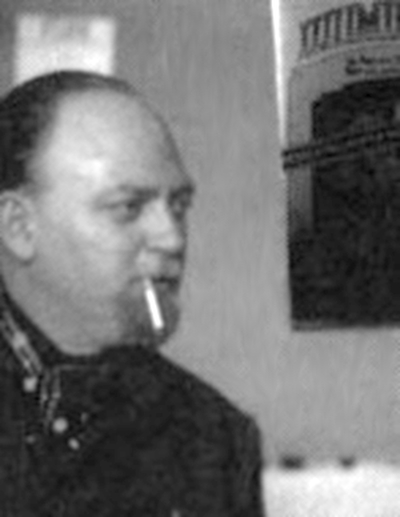
«„Является“, „является“, „является“ — идиотизм этого слова тревожит меня. Если бы оно было упразднено, человеческое мышление могло бы начать обретать смысл. Я не знаю, чем что-либо „является“; я знаю только то, чем оно мне в данный момент кажется.»

Уилсон родился в Методистской больнице, в центре Бруклина, Нью-Йорк, и провёл свои первые годы жизни во Флэтбуше, переехав со своей семьёй в Герритсен-Бич в возрасте 4 или 5 лет, где они и жили пока ему не исполнилось 13. В детстве он переболел полиомиелитом, последствия которого давали о себе знать на протяжении всей его жизни.
Он посещал Политехнический Колледж Бруклина и Университет Нью-Йорка, изучая машиностроение и математику. Работал инженером, коммивояжёром, составителем рекламных объявлений и редактором журнала «Playboy» с 1965 по 1971 год. В 1979 году он получил докторскую степень в психологии в университете Падея в Калифорнии, неаккредитованном заведении, которое вскоре было закрыто. Его доработанная диссертация была опубликована в 1983 г. под названием «Prometheus Rising» (на русском языке книга вышла под названием «Психология эволюции»).
В 1958 г. он женился на писательнице Арлен Райли (Arlen Riley); у них родилось четверо детей. Их младшая дочь Луна (Luna) в возрасте 15 лет была забита до смерти во время ограбления магазина, где она работала в 1976 году. Её мозг стал первым, помещённым на криогенное хранение в Американском обществе крионики. Арлен умерла в 1999 году, пережив несколько инсультов.

## Смерть
22 июня 2006 года блогер Huffington Post Пол Красснер (Paul Krassner (англ.)) сообщил, что Роберт Антон Уилсон находится дома под присмотром членов семьи и друзей. 2 октября 2006 года Дуглас Рашкофф сообщил, что Уилсон испытывает финансовые затруднения. Slashdot, Boing Boing (англ.) и Церковь недомудреца также поместили это сообщение со ссылкой на призыв Рашкоффа. 10 октября на его веб-странице появилось сообщение о том, что благодаря этим усилиям удалось собрать сумму, которая поможет ему продержаться минимум 6 месяцев.
6 января Уилсон написал в своём блоге, что согласно мнению нескольких медицинских специалистов, ему осталось жить от 2 дней до 2 месяцев, сообщение завершалось следующей фразой: «Пожалуйста, простите моё легкомыслие, но я не понимаю, как можно воспринимать смерть серьёзно. Это кажется абсурдным.» Он умер 5 дней спустя, в 4:50 утра.

## Произведения
Его наиболее известная работа, трилогия «Иллюминатус!» (1975), написанная в соавторстве с Робертом Ши (Robert Shea) и рекламируемая как «сказка для параноиков», с юмором исследовала американскую паранойю относительно заговоров. Наиболее странный материал был получен из писем, которые приходили в «Playboy» в то время, когда Уилсон и Ши работали там редакторами. Книги смешивали правдивую информацию с вымышленной, с целью втянуть читателя в то, что Уилсон называл «Operation Mindfuck» (англ.); трилогия также обрисовывала набор либертарианских и анархистских аксиом, известных как Законы Челине (Celine’s Laws (англ.)), концепции, к которым Уилсон ещё не раз возвращался в других произведениях. Они также популяризировали использование термина «фнорд» («fnord» (англ.)). Несмотря на то, что Уилсон и Ши никогда больше не сотрудничали в таком масштабе, Уилсон продолжил развивать идеи трилогии «Илюминатус!» на протяжении своей писательской карьеры. Все его последующие художественные произведения содержат персонажей, связанных с трилогией «Иллюминатус!», которая получила награду Prometheus Hall of Fame в области научной фантастики в 1986 году, была перепечатана во многих странах, и была положена в основу десятичасовой эпической драмы.
Уилсон также написал пьесу «Вильгельм Райх в аду» («Wilhelm Reich in Hell»), которая демонстрировалась в Театре Эдмунда Берка (Edmund Burke Theatre) в Дублине и иллюстрированный сценарий «Reality is What You Can Get Away With».
В работе «Космический триггер I: Последний секрет Иллюминатов» (1977) и других своих произведениях он исследовал дискордианизм, футурологию, дзен-буддизм, Денниса и Теренса Маккена, оккультные практики Алистера Кроули (Aleister Crowley) и Г. И. Гурджиева, иллюминатов и масонов, йогу и другие эзотерические или контркультурные философии. Уилсон выступал в защиту восьмиуровневой модели сознания Тимоти Лири и нейросоматического/лингвистического инжиниринга, о которых он писал в «Прометее восставшем» («Prometheus Rising») (1983, переработана в 1997, на русском языке с согласия автора издана под названием «Психология эволюции») и «Квантовой психологии» («Quantum Psychology») (1990) — книгах, содержащих практические техники для разрушения «туннелей реальности» («reality tunnels»). Вместе с Лири он помогал пропагандировать футуристические идеи космической миграции, развития интеллекта и увеличения продолжительности жизни (SMI²LE).
Уилсон также поддерживал множество утопических теорий Бакминстера Фуллера и Чарльза Форта.
Он также восхищался Джеймсом Джойсом и написал комментарий к «Поминкам по Финнегану» («Finnegans Wake») и «Улиссу» («Ulysses»).
В 2003 году в интервью журналу «High Times», РАУ охарактеризовал себя, как «модельного агностика», что, по его словам, «заключается в том, чтобы не считать какую-либо модель или карту вселенной на 100 % верной или на 100 % неправильной. Наследуя Коржибского, я помещаю вещи в вероятности, а не в абсолюты… Моя оригинальность состоит в том, что я применяю эту зететическую позицию за пределами самой точной из точных наук, физики, к менее точным наукам, а затем к не-наукам, таким как политика, идеология, вердикты присяжных и, конечно, теории заговоров». Проще говоря, Уилсон заявляет, что «ни во что не верит», поскольку «вера является смертью разума». Он описывает свой подход как «Может-быть логику» («Maybe Logic»).
Кроме публикации работ под именем Роберт Антон Уилсон, он также использовал псевдонимы Мордехай Малигнатус (Mordecai Malignatus), Мордехай Непристойный (Mordecai the Foul), Почтенный Лавшейд (Reverend Loveshade) и другие имена, ассоциирующиеся с баварскими иллюминатами, которых он якобы возродил в 1960-х.

## Другая деятельность
С 1982 года Уилсон длительное время сотрудничал с Ассоциацией исследования сознания (Association for Consciousness Exploration (англ.)).
РАУ и его жена Арлен Райли Уилсон организовали Институт изучения человеческого Будущего.
Являясь членом совета Ассоциации присяжных (Fully Informed Jury Association (англ.)), он работал над информированием общественности о праве присяжных нуллифицировать закон, который они считают несправедливым (jury nullification (англ.)).
Уилсон занимал пост директора американского отделения Комитета по сюрреалистическому расследованию нормальных явлений (Committee for Surrealist Investigation of Claims of the Normal (CSICON) (англ.)) и выступал на мероприятиях по дезинформации.
Он поддерживал E-Prime, удаление из английского языка глагола «to be» (быть, являться), предпочитая ему «может-быть логику» («maybe logic»).
На протяжении жизни экспериментировал с наркотиками и, будучи ярым противником войны с наркотиками (которую он называл «войной с некоторыми из наркотиков»), в 1999 году принимал участие в ежегодном кубке каннабиса в Амстердаме. Также в 2002 году на демонстрации в Санта-Кларе Уилсон был сфотографирован во время получения медицинской марихуаны (medical marijuana (англ.)) для борьбы с хроническими болями, вызванными пост-полиомиелитным синдромом.
Уилсон был основателем и главным преподавателем Maybe Logic Academy, названной в честь его агностического подхода к знаниям.

## Экономические взгляды
Уилсон выступал в поддержку идеи безусловного основного дохода и определял себя как либертарного социалиста, призывая, однако, своих критиков не рассматривать Советский Союз как удачный пример победившего социализма. Впоследствии, в том числе, под влиянием Лоренса Лабади, его отношение к социализму становится более критическим, о чём он высказывается, в частности, в «Прометее восставшем». В своей философской работе, озаглавленной «Right Where You Are Sitting Now» и посвящённой Уильяму Берроузу и Филипу Дику, он положительно отзывается об экономисте Сильвио Гезелле, развивавшем идеи джорджизма.
В эссе, озаглавленном «Left and Right: A Non-Euclidean Perspective», Уилсон в позитивном ключе отзывается о некоторых течениях, которые он относил к «исключённым третьим», подразумевая, что они выходят за узкие рамки дебатов по поводу монопольного капитализма и тоталитарного социализма. По его признанию, он более всего тяготел к мютюэлистскому анархизму Такера и Прудона, однако также симпатизировал идеям Сильвио Гезелля, Генри Джорджа, Клиффорда Дугласа и Бакминстера Фуллера.
Уилсон также позиционировал себя как анархиста и описывал свою эклектичную систему взглядов как «смесь идей Такера, Спунера, Фуллера, Паунда, Генри Джорджа, Ротбарда, Дугласа, Коржибски, Прудона и Маркса». Книги Такера, Генри Джорджа и Гезелля он включил в список двадцати книг, которые, по его мнению, необходимо прочитать каждому, кто надеется составить хоть сколько-нибудь адекватное представление о том, что сулит нам грядущий XXI век.

### Книги Уилсона
- Квантовая Психология (недоступная ссылка)
- [lib.ru/PSIHO/UILSON/prometej.txt Прометей восставший (Психология эволюции)]
- [lib.ru/PSIHO/UILSON/wilson3.txt Моя жизнь после смерти]
- [lib.ru/PSIHO/UILSON/wilson4.txt Новая инквизиция]